# Çaykıyı, İnebolu
Çaykıyı là một xã thuộc huyện İnebolu, tỉnh Kastamonu, Thổ Nhĩ Kỳ. Dân số thời điểm năm 2008 là 65 người.